# Любавка (гміна)
Гміна Любавка (пол. Gmina Lubawka) — місько-сільська гміна у південно-західній Польщі. Належить до Каменноґурського повіту Нижньосілезького воєводства.
Станом на 31 грудня 2011 у гміні проживало 11560 осіб.

## Площа
Згідно з даними за 2007 рік площа гміни становила 138.08 км², у тому числі:
- орні землі: 50.00%
- ліси: 42.00%

Таким чином, площа гміни становить 34.86% площі повіту.

## Населення
Станом на 31 грудня 2011:
| Опис     | Загалом | Загалом | Чоловіки | Чоловіки | Жінки | Жінки |
| -------- | ------- | ------- | -------- | -------- | ----- | ----- |
| одиниця  | осіб    | %       | осіб     | %        | осіб  | %     |
| все      | 11560   | 100     | 5652     | 48.89    | 5908  | 51.11 |
| міське   | 6430    | 100     | 3058     | 47.56    | 3372  | 52.44 |
| сільське | 5130    | 100     | 2594     | 50.57    | 2536  | 49.43 |

## Сусідні гміни
Гміна Любавка межує з такими гмінами: Каменна Ґура, Ковари, Мерошув.